# Oltingue
Oltingue é uma comuna francesa na região administrativa de Grande Leste, no departamento Alto Reno. Estende-se por uma área de 13,42 km². Em 2010 a comuna tinha 689 habitantes (densidade: 51,3 hab./km²).